# Eanberht (évêque de Lindisfarne)
Pour les articles homonymes, voir Eanberht.
Eanberht est un prélat anglo-saxon du milieu du IXe siècle. Il est évêque de Lindisfarne de 845 à sa mort, en 854.